# Schloss Höflas (Vorbach)

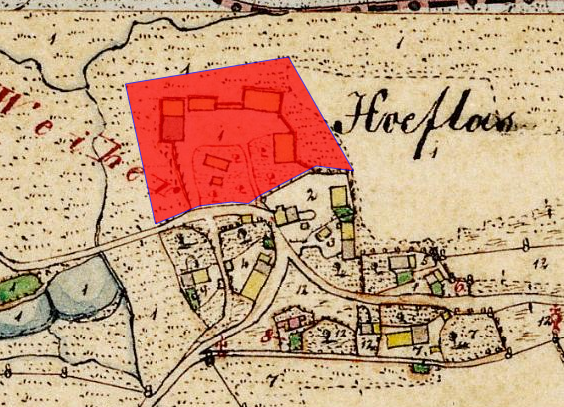
Lageplan von Schloss Höflas (Vorbach) auf dem Urkataster von Bayern

Das Schloss Höflas lag im Dorf Höflas (Höflas 1), einem Gemeindeteil der Gemeinde Vorbach im oberpfälzischen Landkreis Neustadt an der Waldnaab. „Archäologische Befunde der frühen Neuzeit im Bereich des ehem. Schlosses von Höflas“ werden als Bodendenkmal unter der Aktennummer D-3-6136-0025 geführt.

## Geschichte
Höflas war ursprünglich ein einschichtiger Bauernhof („das Höflein“) und gehörte zur Kurpfalz; niedergerichtlich gehörte es zum Amt Kirchenthumbach und hochgerichtlich zum Pflegamt Eschenbach. 1484 beantragt Erhard von Dobeneck zu Forban beim kurfürstlichen Lehensamt zu Amberg die Erhebung von Höflas zu einem adeligen Landsassengut, was ihm mit einem Reversbrief vom 19. November 1484 genehmigt wurde. Bis 1561 verblieb Höflas im Besitz derer von Dobeneck, wobei Signum von Dobeneck (1518), Hanns von Dobeneck (1531) und dessen gleichnamiger Sohn (1525) genannt werden. Am 19. September 1561 übernahm Hanns Renner zum Kloster Michelfeld das Lehen und wird auch 1563 als Hanns Renner zum Hoffleß genannt. Am 26. Oktober 1570 kaufte Christoph von Brandt, Pfleger zu Grafenwöhr, die Güter Höflas und Menzlas. 1573 werden hier die Brüder Abraham und Philipp von Brandt genannt. 1579 erhielt der Gutsherr die Hofmarkgerechtigkeit mitsamt dem Niedergericht. 1599 wird hier Abraham von Brandt allein genannt.
Vom 7. Februar 1610 stammt ein Reversbrief, in dem Hanns und Jakob von der Grün Menzlas und Höflas erwerben. 1611 wurde ein Reversbrief für Philipp und Jacob von der Grün und 1628 für Hanns Adam von der Grün ausgestellt. 1629 musste dieser wegen seiner lutherischen Glaubens Höflas verlassen; er zog nach Creußen und verstarb dort kinderlos († 1637). 1643 wird hier Christoph Albrecht von Sazenhofen, Landrichter zur Auerbach, genannt. 1648 gab Hans Georg von Dandorf auf Ramlesreuth Höflas als Heiratsgut seiner Tochter an seinen Schwiegersohn Hans Walter von  Lindenfels auf Nairitz. 1653 wurden die Gebrüder Jobst Bernhard und Wolf Ernst von Lindenfels zu Nairitz mit Höflas belehnt. 1694 erhielt Abraham von Lindenfels Höflas. Er heiratete 1707 Sophie von Schlammersdorf aus Trabitz, das Gut Nairitz bekam sein Bruder Christoph Ernst. Am 29. Oktober 1709 wurde ein Lehenbrief für Adam Bernhard von Lindenfels „uff Höflas und Losa“ ausgestellt († 1711). Sein Nachfolger wurde Ludwig Christoph von Lindenfels; dieser starb 1743 ohne Leibeserben. In der Folge wurde Höflas immer an den ältesten Vertreter der Familie Lindenfels als Senioratsgut gegeben. 1811 war der Senior Familiae Ferdinand Freiherr von Lindenfels auf Thumsenreuth und Altenstadt. 1839 erkaufte Franz Karl Freiherr zu Künsberg das Gut. 1842 kam dieses im Tausch gegen das Kaibitz an Ernst Freiherr von Hirschberg.
Freiherr von Hirschberg zu Schlammersdorf verkaufte 1846 die Rustikalien des Landsassengutes an Erhardt Frank, Wirt zu Windischenlaibach. Dieser zertrümmerte den Herrenhof. 1847 erwarben Joseph Michael und Anna Hautmann das Schlossgebäude und den restlichen Grundbesitz. Nach dem Tod seiner Frau († 1879) heiratete er Maria Albersdörfer aus Höflas. 1919 übernahmen Johann und Barbara Hautmann den Hof. 1948 heiratete Betty Hautmann Ludwig Meier aus Vorbach und beide übernahmen das Anwesen.